# Operazione Apfelkern
Operazione Apfelkern (La bataille du rail) è un film del 1946 diretto da René Clément.
Vinse il Premio Speciale della Giuria al Festival di Cannes 1946.

## Trama
Il film mette in scena una serie di azioni ad opera della Resistenza francese entrando nei particolari organizzativi e delle azioni, del filo sottile che separa la vita dalla morte caratteristico di ogni guerra. Vicino al documentario per la presenza di attori non professionisti alcuni dei quali fissano momenti intensi e fugaci altri gesti e condotte esemplari: fucilazioni di ostaggi, l'attacco fallito dei partigiani al treno, il tutto che sfocia nella Liberazione.

## Produzione
Il film inizialmente doveva essere un «cortometraggio con l'appoggio del movimento Résistance Fer e delle organizzazioni deei ferrovieri. Alcune sequenze sono giustamente celebri», ma, scrive ancora Georges Sadoul, «nel complesso, il film non raggiunge la sincerità e spontaneità dei capolavori di Rossellini sulla Resistenza italiana».

## Riconoscimenti
- Festival di Cannes 1946
  - Premio della giuria (Festival di Cannes)
  - Prix de la mise en scène